# Commission nationale de la santé
Pour les articles homonymes, voir Commission de la santé.
La Commission nationale de la santé (chinois simplifié : 国家卫生健康委员会 ; chinois traditionnel : 國家衛生健康委員會 ; pinyin : Guójiā wèishēng jiànkāng wěiyuánhuì) est un organisme relevant du Conseil d'État de la République populaire de Chine qui est responsable de la santé dans le pays. Elle est créée le 19 mars 2018 et a son siège à Pékin. La commission est dirigée par un ministre au sein du conseil d'État. Ma Xiaowei (en) est l'actuel ministre chargé de la Commission et secrétaire de la branche du Parti. Le prédécesseur de la Commission est la Commission nationale de la santé et de la planification familiale.

## Histoire
Pendant la majeure partie de l'histoire de la RPC depuis 1954, le portefeuille national de la santé a été la responsabilité du ministère de la Santé jusqu'en 2013, qui a été remplacé par la Commission nationale de la santé et de la planification familiale.
En mars 2018, le gouvernement de la république populaire de Chine a annoncé la dissolution de la Commission nationale de santé et de planification familiale et l'intégration de ses fonctions dans la nouvelle agence appelée Commission nationale de la santé.
La Chine est membre de l'Organisation mondiale de la santé.
La Commission coordonne les efforts nationaux de lutte contre la pandémie de Covid-19.

## Agences relevant de la commission
Les agences suivantes relèvent de la commission.
- Agence nationale de l'assurance maladie (en) - agence qui gère le régime d'assurance maladie de l'État ainsi que l'approvisionnement et la distribution des produits pharmaceutiques.
- Centre chinois de contrôle et de prévention des maladies - agence nationale de prévention et de contrôle des maladies.